# Anelaphus debilis
Anelaphus debilis är en skalbaggsart som först beskrevs av Leconte 1854.  Anelaphus debilis ingår i släktet Anelaphus och familjen långhorningar.
Artens utbredningsområde är Honduras. Inga underarter finns listade i Catalogue of Life.